# The Sorcerer's Apprentice

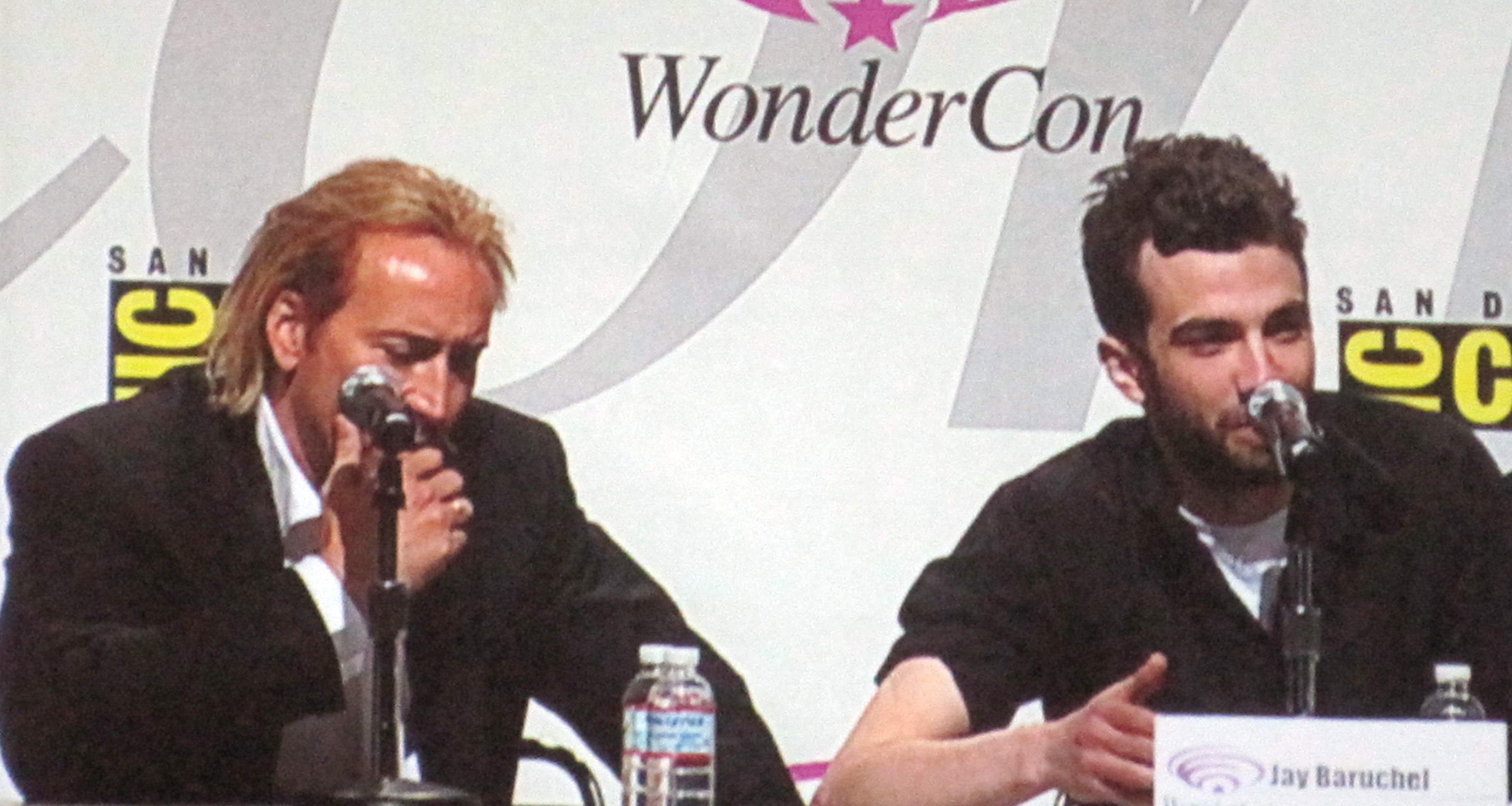
Nicolas Cage i Jay Bruchel en un acte de presentació de la pel·lícula.

The Sorcerer's Apprentice és una pel·lícula estatunidenca dirigida per Jon Turteltaub, estrenada el 2010.

## Argument
El 740, l'encantador Merlí i dos dels seus alumnes bruixots, Balthazar Blake i Veronica, s'enfronten a la Fada morgana i un tercer alumne de Merlin, Maxim Horvath, que ha traït el seu mestre en benefici de la seva pitjor enemiga. Merlin és mort. Morgana, al cos de Veronica, i Horvath són empresonats per màgia en una nina russa. Blake busca durant els segles que segueixen «el primer merlinià», el que tindrà només el poder de destruir Morgana.
El 2000 a Nova York, Dave, un noi de 10 anys, entra en una botiga que sembla un munt de trastos d'antiguitats, i que és de fet el cau de Balthazar Blake. Provarà Dave i descobrirà que és l'escollit. Però un incident allibera Horvath, que combat Blake. Els dos bruixots són finalment entrampats junts en un gerro màgic, per a deu anys.
El 2010, Dave és un estudiant de física, que haurà d'enfrontar-se al seu destí quan Horvath, que vol matar-lo i alliberar Morgana, i Baltazar, que li dona una formació accelerada de bruixeria, tornen a la vida.

## Repartiment
- Nicolas Cage: Balthazar Blake
- Jay Baruchel: Dave Stutler
- Alfred Molina: Maxim Horvath
- Monica Bellucci: Veronica Gorloisen
- Alice Krige: La fada Morgana
- Gregory Woo: Sun Lok
- Omar Benson Miller: Bennet
- Nicole Ehinger: Abigail
- Peyton R. List: Becky nena
- Jake Cherry: Dave nen
- Robert Capron: Oscar
- Jen Kucsak: Broom
- James A. Stevens: Merlí
- Ian McShane: Narrador

## Al voltant de la pel·lícula
- El títol de la pel·lícula i una escena en la qual l'aprenent utilitza la màgia per fer la neteja i rentar la vaixella reten homenatge a la seqüència L'aprenent de bruixot de la pel·lícula  Fantasia (1940) de Walt Disney, Dave reproduint a la pel·lícula la mala sort de Mickey Mouse.
- El rodatge de la pel·lícula va començar el març del 2008.
- El 4 de maig de 2009, un accident de cotxe té lloc a en el rodatge, provocant dos ferits.[1]